# نقل محواري
النقل المحواري ويُسمى أيضًا نقل أو جريان هيولى المحور  (بالإنجليزية: Axonal transport) هو عملية خلوية مسئولة عن حركة الميتوكوندريا والدهون والحويصلات المشبكية والبروتينات والعضيات الأخرى من وإلى جسم الخلايا العصبية من خلال سيتوبلازم محور الليفة العصبية المسمى بـ سيتوبلازم المحور العصبي، بالرغم من أن بعض المحاور العصبية يصل طولها إلى عدة أمتار إلا أن الخلايا العصبية لا يمكنها الاعتماد على ظاهرة الانتشار لحمل منتجات النواة والعضيات إلى نهاية محورها العصبي، النقل المحوري العصبي مسئول أيضًا عن نقل الجزيئات -التي يتم تكسيرها- من محور الليفة العصبية رجوعًا إلى جسم الخلية، حيث يتم تكسيرها بواسطة اللايسوسومات.

بروتين داينين البروتين المحرك المسؤول عن النقل المحوري الرجوعي، يحمل حويصلات ومنتجات خلوية أخرى نحو أجسام الخلايا العصبية، سلاسلها الخفيفة تربط المركبات وتربط مناطق رأسها الكروية الأنيبيبات الدقيقة «بالإنش» على طولها.

الحركة في اتجاه جسم الخلية تسمى بالنقل الرجوعي، بينما الحركة في اتجاه التشابك العصبي تسمى بالنقل التقدمي.

## آلية العمل

كينيسين يمشي على الأنيبيبات الدقيقة، إنها آلة بيولوجية جزيئية تستخدم ديناميكيات مجال البروتين على مقاييس نانومترية..

يتم تصنيع الأغلبية العظمى من بروتينات محور الليفة العصبية داخل جسم الخلية العصبية ويتم نقلها بطول المحاور العصبية، لوحظ حدوث عملية ترجمة لبعض جزيئات mRNA داخل المحاور العصبية، يحدث النقل المحوري العصبي أثناء حياة الخلية العصبية ويعد أساسيًا لنموها وبقائها، تجري الأنيبيبات الدقيقة (المصنوعة من تيوبيولين) على طول المحور العصبي وتعطي المسارات الهيكلية الخلوية الرئيسية للنقل، تعتبر الكينيسين والداينين هي البروتينات الحركية التي تحرك المركبات في الاتجاه التقدمي (من جسم الخلية العصبية إلى طرف المحور العصبي) والاتجاه الرجوعي (عائدة إلى جسم الخلية العصبية) على التوالي، ترتبط البروتينات الحركية ببعضها وتقوم بنقل العديد من المركبات المختلفة بما في ذلك الميتوكوندريا وبوليميرات هيكل الخلية والجسيمات البلعمية الذاتية والحويصلات المشبكية المحتوية على النواقل العصبية.
قد يكون النقل المحوري العصبي سريعًا أوبطئيًا، كما أنه قد يكون في اتجاه تقدمي (بعيدًا عن جسم الخلية العصبية) أو في اتجاه رجوعي (ينقل المواد من المحور العصبي إلى جسم الخلية).

## النقل السريع والبطيء
تتحرك المركبات الحويصلية بسرعة 50-400 ميللي متر/اليوم، بينما تأخذ البروتينات القابلة للذوبان (العصارية الخلوية) والبروتينات الهيكلية الخلوية وقتًا أطول حيث تتحرك بسرعة أقل من 8ميللي متر/اليوم.
لقد تم تفسير الآلية الأساسية للنقل المحوري العصبي السريع منذ عقود، ولكن النقل المحوري العصبي البطيء أصبح واضحًا في الآونة الأخيرة فقط كنتيجة تقنيات التصوير المتقدمة، وقد مكنت تقنيات وضع العلامات الفلورية (مثل: المجهر الفلوري) الرؤية المباشرة للنقل المحوري العصبي في الخلية العصبية الحية.
وقد كشفت الدراسات الحديثة أن حركة المركبات الهيكلية الخلوية البطيئة تعد في الأصل سريعة ولكن على عكس المركبات السريعة فهي متكررة الوقوف مما يجعل معدل النقل الإجمالي أبطأ كثيرًا. تعرف آلية العمل هذه بنموذج «توقف وانطلق» للنقل المحوري البطيء، وقد تم التحقق منها على نطاق واسع لنقل الشعيرات العصبية للبروتينات الهيكلية.
تعد حركة المركبات القابلة للذوبان (العصارية الخلوية) أكثر تعقيدًا، ولكن يبدو أن لها أساسًا متشابهًا مع تجمع البروتينات القابلة للذوبان في صورة مركبات متعددة البروتين والتي يتم نقلها بواسطة تفاعلات مؤقتة مع المركبات الأكثر سرعة أثناء حركتها في النقل المحوري السريع.
الأمر أشبه بالفرق في معدلات النقل بين قطارات مترو الأنفاق المحلية والسريعة، فعلى الرغم من أن كلا النوعين من القطارات يسافران بسرعات متشابهة بين المحطات فإن القطار المحلي يستغرق وقتًا أطول بكثير للوصول إلى نهاية الخط لأنه يتوقف في كل محطة في حين أن القطار السريع لا يتوقف إلا على بعض محطات الطريق.

## النقل التقدمي
يعرف النقل التقدمي -والمسمى أيضا بـ «النقل منتصب المشية»-  بحركة الجزيئات والعضيات إلى الخارج أي من جسم الخلية إلى منطقة التشابك العصبي أوغشاء الخلية.
تتم الحركة التقدمية للمركبات الفردية في حويصلات النقل لكل من المكونات السريعة والبطيئة على طول الأنيبيبات الدقيقة بواسطة بروتينات الكينيسين. بالرغم من أن العديد من بروتينات الكينيسين مسئولة عن النقل البطيء فإن آلية التوقُّف أثناء نقل المركبات البطيئة لا تزال مجهولة.
هناك فئتان من النقل التقدمي البطيء: المكون البطيء أ (SCa) الذي يحمل بشكل رئيسي الأنيبيبات الدقيقة والخيوط العصبية بمعدل 1-0.1 ميللي متر/اليوم، والمكون البطيء ب (SCb) الذي يحمل أكثر من 200 نوع من البروتينات المتنوعة والأكتين بمعدل قد يصل إلى 6 ميللي متر/اليوم. يتم نقل المكون البطيء b والذي يحمل أيضًا الأكتين بمعدل 2-3 ميللي متر /اليوم في محاور الخلية الشبكية.
أثناء إعادة التنشيط من الكمون يدخل فيروس الهربس البسيط (HSC) في دورة تحلله، ويستخدم آليات النقل التقدمي في الانتقال من الخلايا العصبية للعقد الجزرية الظهرية إلى الجلد أو الغشاء المخاطي الذي سيصيبه لاحقًا.
لقد عرف مستقبل المركبات لمحركات للنقل التقدمي -بروتين الكينيسين- على أنه بروتين الطليعة النشواني (APP) وهو البروتين الرئيسي الذي ينتج لويحات الشيخوخة الموجودة في مرض ألزهايمر،
يرتبط ببتيد مكون من 15 حمض أميني موجود في نهاية الكربوكسيل السيتوبلازمي لل APP بقوة مع الكينيسين التقليدي kinesin-1 ويقوم بنقل المركبات الخارجية في المحور العصبي العملاق.
يتحرك المنغنيز -وهو عامل التباين للتصوير بالرنين المغناطيسي T1-MRI- بالنقل التقدمي بعد إجراء الحقن التجسيمي في دماغ حيوانات التجارب والبتالي يقوم بكشف الدوائر عن طريق التصوير بالرنين المغناطيسي للدماغ في الحيوانات الحية كما كانت هذه العملية رائدة من قبل روبيا باتلر و إلين بيرر و روس جاكوبس.
وكشفت الدراسات التي أجريت على الفئران على السلسة الخفيفة kinesin-1 أن عنصر المنغنيز Mn يتحرك بواسطة النقل القائم على الكينيسين في العصب البصري وفي الدماغ.
يعتمد النقل في كل من النتوءات الحصينية والعصب البصري كذلك على بروتين الطليعة النشواني،
ويقل معدل النقل من النتوءات الحصينية إلى الدماغ الأمامي عند الشيخوخة ويتم تغيير الوجهة من خلال وجود لويحات مرض ألزهايمر.

## النقل الرجوعي
يقوم النقل الرجوعي بنقل الجزيئات/العضيات بعيدًا عن نهايات المحور العصبي نحو جسم الخلية، يتم النقل المحوري الرجوعي بواسطة الداينين السيتوبلازمي، ويستخدم على سبيل المثال لإرسال رسائل كيميائية ومنتجات الإدخال الخلوي المتجهة إلى الليسوسومات من المحور العصبي رجوعًا إلى الخلية، وبالعمل بمتوسط سرعة 2 ميكرومتر في الثانية داخل الجسم الحي فإنه يمكن أن يغطي النقل الرجعي السريع 10-20 سنتي متر في اليوم،
يقوم النقل الرجوعي السريع بإعادة الحويصلات المشبكية المستخدمة والمواد الأخرى إلى جسم الخلية، ويقوم بإبلاغ جسم الخلية بالظروف الموجودة في النهايات العصبية للمحور، يحمل النقل الرجوعي الإشارات اللازمة للبقاء من التشابك العصبي رجوعًا إلى جسم الخلية مثل مستقبل عامل نمو الأعصاب (TRK).
تستغل بعض مسببات الأمراض هذه العملية لغزو الجهاز العصبي، فهي تدخل أطراف المحور العصبي وتتوجه إلى جسم الخلية بواسطة النقل الرجوعي، وتشمل الأمثلة المادة السامة للكزاز (التيتانوس) وفيروسات الهربس البسيط والسعار وشلل الأطفال، في مثل هذه العدوى يرجع التأخير بين العدوى وظهور الأعراض إلى الوقت اللازم لوصول مسببات الأمراض  إلى جسم الخلية. يتحرك فيروس الهربس البسيط في الاتجاهين في المحاور العصبية اعتمادًا على دورة حياته، فالنقل الرجوعي يسيطر على قطبية القفيصات الواردة.

## عواقب الانقطاع
عندما يتم إعاقة أو إيقاف النقل المحوري يتحول علم وظائف الأعضاء الطبيعي إلى الفيزيولوجيا المرضية وربما يحدث تجمع لسيتوبلازم المحور العصبي المسمى بالجسم الكروي المحواري، نظرًا لأن النقل المحوري يمكن أن يتم تعطيله بعدة طرق فإنه يمكن رؤية الأجسام الكروية للمحور في العديد من فئات الأمراض المختلفة بما في ذلك الأمراض الوراثية والصدمية والإقفارية والمعدية والسامة والتنكسية والخاصة بالمادة البيضاء التي تسمى اعتلال بيضاء الدماغ.
ترتبط العديد من الأمراض التنكسية العصبية النادرة بالطفرات الجينية في البروتينات الحركية الكينيسين والدينين، وفي هذه الحالات من المرجح أن يكون النقل المحواري هو السبب الرئيسي في إحداث المرض.
يرتبط النقل المحواري المختل أيضًا بأشكال متفرقة (شائعة) من أمراض الأعصاب مثل آلزهايمر وباركنسون (الشلل الرعاش)، ويرجع ذلك بشكل أساسي إلى وجود ملاحظات عديدة أن هناك تراكمات كبيرة في المحور العصبي تظهر دائمًا في الخلايا العصبية المصابة، وهذه الجينات تلعب دورًا في الأشكال العائلية لهذه الأمراض ولديها أيضًا أدوار مزعومة في النقل المحوري العادي، ومع ذلك فإن هناك القليل من الأدلة المباشرة على دور النقل المحوري في إحداث الأمراض الأخيرة، وقد تكون الآليات الأخرى مثل السمية العصبية المباشرة أكثر صلة.
يؤدي توقف تدفق سيتوبلازم المحور على حافة المنطقة الإقفارية في اعتلال الشبكية الوعائي إلى تورم الألياف العصبية التي تؤدي إلى نضحات ناعمة أو بقع صوفية قطنية.
نظرًا لأن المحور العصبي يعتمد على النقل المحوري للبروتينات والمواد الحيوية، فإن الإصابة مثل إصابة المحور العصبي المنتشرة والتي تعيق النقل ستتسبب في تدهور المحور العصبي البعيد في عملية تسمى تنكس واليريان، يمكن أن تسبب عقاقير السرطان التي تعطل النمو السرطاني عن طريق تغيير الأنيبيبات الدقيقة -الضرورية لانقسام الخلايا)- في إتلاف الأعصاب لأن الأنيبيبات الدقيقة ضرورية للنقل المحوري.

## العدوى
يصل فيروس داء الكلب (ريبس) إلى الجهاز العصبي المركزي عن طريق النقل المحوري الرجوعي، يتم إدخال السم العصبي الكزازي في الموصل العصبي العضلي من خلال ربط بروتينات النيدوجين، ويتم نقله إلى الوراء نحو جسم الخلية العصبية أثناء الإشارة إلى الدخلولات، تنتقل الفيروسات الموجهة للعصب -مثل فيروس الهربس- داخل المحاور العصبية باستخادم آلات النقل الخلوي كما هو موضح في عمل مجموعة إلين بيرر، من المتوقع أن يكون هناك بعض العوامل المعدية الأخرى التي تستخدم النقل المحوري.
يعتقد الآن أن مثل هذه العدوى تساهم في مرض آلزهايمر وغيره من الاضطرابات العصبية التنكسية.